# & Julia

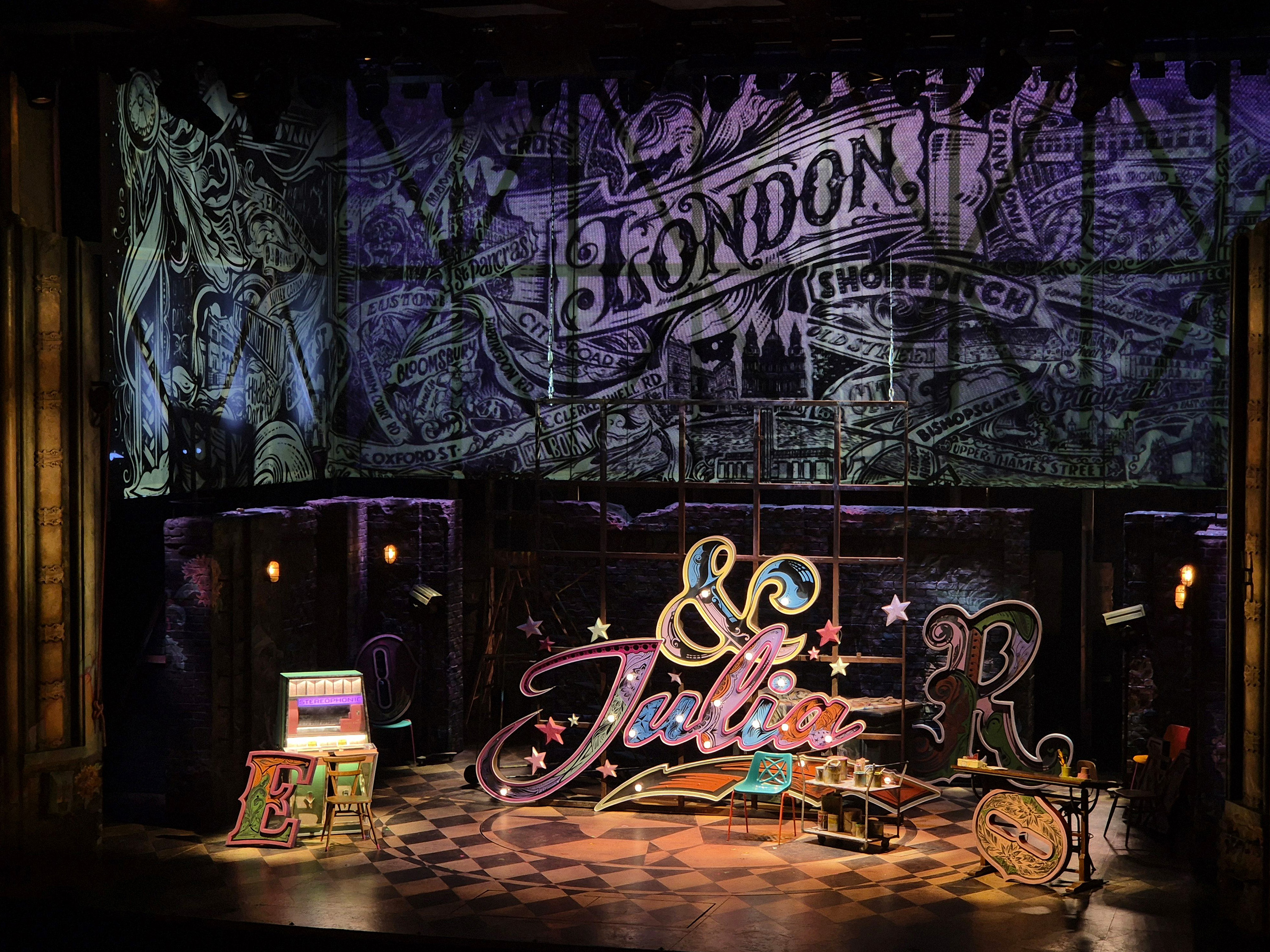
Bühnenbild von & Julia

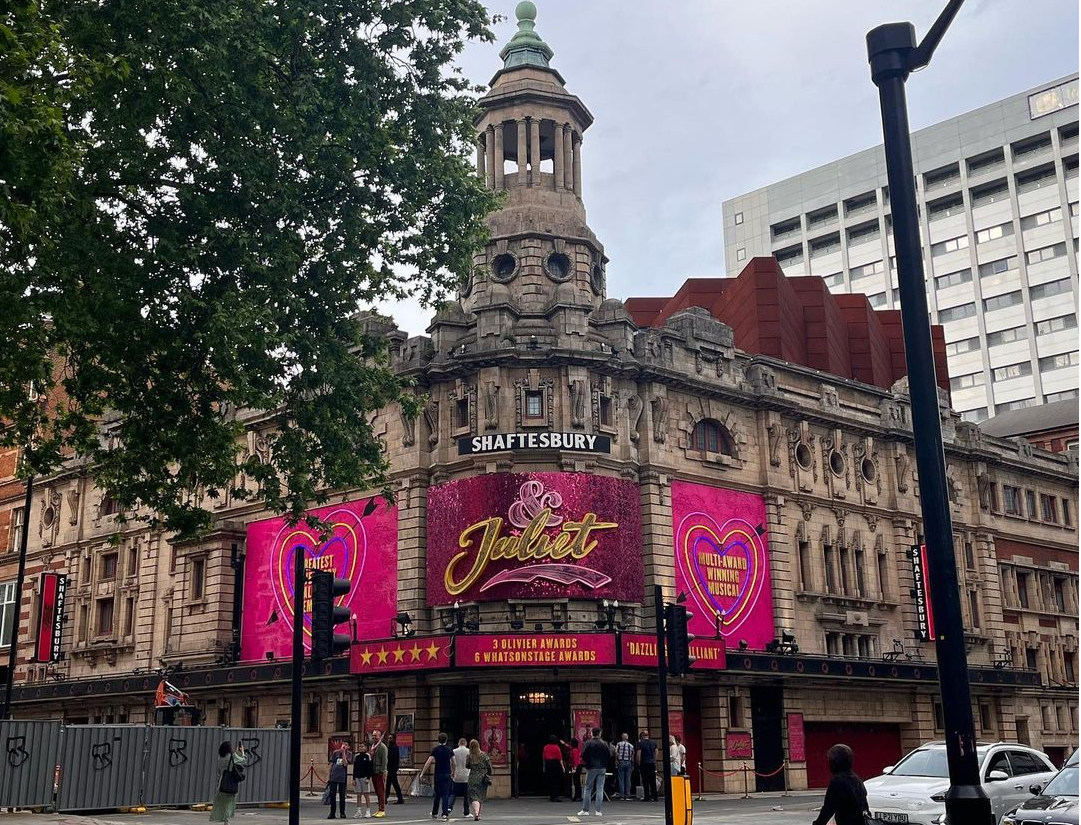
& Julia im Shaftesbury Theatre am Londoner West End

& Julia (Originaltitel: & Juliet) ist ein Jukebox-Musical, welches nach einem Buch von David West Read auf der Musik des schwedischen Musikproduzenten und Songwriters Max Martin basiert. Im Mittelpunkt des Musicals steht ein „Was wäre wenn“-Szenario, bei dem Julia am Ende von Shakespeares Romeo und Julia nicht stirbt.
Die Weltpremiere feierte das Musical im September 2019 im Manchester Opera House, bevor es im November 2019 am Londoner West End aufgeführt wurde. Die Deutschlandpremiere fand am 30. Oktober 2024 im Operettenhaus in Hamburg statt.

## Handlung
Nachdem Romeo gestorben ist, beschließt Julia Verona hinter sich zu lassen und in Paris ein neues Leben zu beginnen. Dort erlebt sie nicht nur neue Abenteuer und Herausforderungen, sondern auch eine zweite Chance, ihr Schicksal selber in die Hand zu nehmen.

## Titelliste
Mit Ausnahme von One More Try sind alle anderen Lieder von bekannten Interpreten. One More Try wurde extra für das Musical geschrieben.
| Performer                                                                  | Lied                                | Originalinterpret                        |
| Erster Akt                                                                 | Erster Akt                          | Erster Akt                               |
| -------------------------------------------------------------------------- | ----------------------------------- | ---------------------------------------- |
| Shakespeare & Ensemble                                                     | Larger Than Life                    | Backstreet Boys                          |
| Anne, Shakespeare & Ensemble                                               | I Want It That Way                  | Backstreet Boys                          |
| Julia                                                                      | … Baby One More Time                | Britney Spears                           |
| Rosalinde, Anne, Shakespeare, Lord Capulet, Lady Capulet, Julia & Ensemble | Show Me the Meaning of Being Lonely | Backstreet Boys                          |
| Julia, Anne, Angélique & May                                               | Domino                              | Jessie J                                 |
| Julia, Anne, Angélique, May & Ensemble                                     | Show Me Love                        | Robyn                                    |
| Julia, Anne, Angélique, May & Ensemble                                     | Blow                                | Kesha                                    |
| May & Julia                                                                | I’m Not a Girl, Not Yet a Woman     | Britney Spears                           |
| François & Julia                                                           | Overprotected                       | Britney Spears                           |
| Julia, François, Angélique & Ensemble                                      | Confident                           | Demi Lovato                              |
| Angélique & Lance                                                          | Teenage Dream / Break Free          | Katy Perry / Ariana Grande               |
| Julia & Angélique                                                          | Oops!… I Did It Again               | Britney Spears                           |
| May, François & Ensemble                                                   | I Kissed a Girl                     | Katy Perry                               |
| Romeo, Shakespeare, Julia, Anne & Ensemble                                 | It’s My Life                        | Bon Jovi                                 |
| Zweiter Akt                                                                |                                     |                                          |
| Romeo                                                                      | Love Me like You Do                 | Ellie Goulding                           |
| Julia & weibliches Ensemble                                                | Since U Been Gone                   | Kelly Clarkson                           |
| May & François                                                             | Whataya Want from Me                | Adam Lambert                             |
| Julia, Romeo & Ensemble                                                    | One More Try                        | -                                        |
| Julia, Romeo & Ensemble                                                    | Problem / Can't Feel My Face        | Ariana Grande & Iggy Azalea / The Weeknd |
| Anne & Julia                                                               | That’s the Way It Is                | Céline Dion                              |
| Shakespeare, Romeo, May, François, Lance & Ensemble                        | Everybody (Backstreet’s Back)       | Backstreet Boys                          |
| François, Shakespeare, Romeo & May                                         | As Long as You Love Me              | Backstreet Boys                          |
| François & May                                                             | It's Gonna Be Me                    | *NSYNC                                   |
| Julia                                                                      | Stronger                            | Britney Spears                           |
| Lance, François & May                                                      | Shape of My Heart                   | Backstreet Boys                          |
| Angélique & Ensemble                                                       | Fuckin’ Perfect                     | Pink                                     |
| Julia & Ensemble                                                           | Roar                                | Katy Perry                               |
| Shakespeare, Anne, Julia, Romeo & Ensemble                                 | I Want It That Way (Reprise)        | Backstreet Boys                          |
| Shakespeare, Anne & Ensemble                                               | Can’t Stop the Feeling!             | Justin Timberlake                        |

## Inszenierung

### Vereinigtes Königreich
Das Musical wurde im Januar 2019 angekündigt. Zwischen dem 10. September und dem 12. Oktober 2019 fand ein Probelauf des Musicals im Manchester Opera House in Manchester statt. Anschließend zog das Musical an das Londoner West End. Dort wurde es zwischen dem 20. November 2019 bis 25. März 2023 aufgeführt. Die Hauptdarsteller der Manchester-Produktion wurden auch für die West-End-Produktion engagiert. Zwischen dem 16. März 2020 und dem 23. September 2021 musste das Musical wegen der COVID-19-Pandemie pausieren.
Bei den Laurence Olivier Awards 2020 erhielt das Musical bei neun Nominierungen drei Auszeichnungen, unter anderem in den Kategorien Beste Darstellerin Musical, Bester Nebendarsteller Musical und Beste Nebendarstellerin Musical.
Nach Schließung der West-End-Produktion wurde für 2024/2025 eine Tournee angekündigt. Diese soll zwischen dem 8. Juli 2024 und dem 28. Juni 2025 durch Großbritannien und Irland touren.

### Vereinigte Staaten
Im August 2021 wurde bekannt, dass das Musical nach einem Probelauf in Toronto an den Broadway transferiert wird. Das Musical wird seit dem 17. November 2022 im Stephen Sondheim Theatre aufgeführt. Bei den Tony Awards 2023 erhielt das Musical neun Nominierung unter anderem in der Kategorie Bestes Musical, konnte jedoch keinen Preis gewinnen.
Für Herbst 2024 ist eine Tournee durch Nordamerika geplant.

### Deutschland
Im Oktober 2023 gab Stage Entertainment Germany bekannt, dass & Julia ab Herbst 2024 als deutsche Erstaufführung im Operettenhaus in Hamburg aufgeführt wird. Dabei blieben die Lieder im englischen Original, während die Dialoge ins Deutsche übersetzt wurden. Die zentralen Hauptrollen wurden im Mai 2024 bekannt gegeben. Die Premiere fand am 30. Oktober 2024 statt (Previews ab 22. Oktober).

## Besetzung
| Charakter           | Besetzung West End | Besetzung Broadway      | Besetzung Hamburg                                     |
| ------------------- | ------------------ | ----------------------- | ----------------------------------------------------- |
| Julia               | Miriam-Teak Lee    | Lorna Courtney          | Chiara Fuhrmann (Erstbesetzung) Sebeya (alternierend) |
| Anne Hathaway       | Cassidy Janson     | Betsy Wolfe             | Willemijn Verkaik                                     |
| William Shakespeare | Oliver Tompsett    | Stark Sands             | Andreas Bongard Riccardo Greco (seit März 2025)       |
| Romeo               | Jordan Luke Gage   | Ben Jackson Walker      | Raphael Groß                                          |
| Lance Du Bois       | David Bedella      | Paulo Szot, Joey Fatone | Carlos de Vries                                       |
| May                 | Arun Blair-Mangat  | Justin David Sullivan   | Bram Tahamata                                         |
| Angélique           | Melanie La Barrie  | Melanie La Barrie       | Jacqueline Braun                                      |
| François Du Bois    | Tim Mahendran      | Philippe Arroyo         | Oliver Edward                                         |

## Aufführungen
| Land                   | Aufführungsort | Premiere           | Derniere         | Theater                  |
| ---------------------- | -------------- | ------------------ | ---------------- | ------------------------ |
| Vereinigtes Königreich | Manchester     | 10. September 2019 | 12. Oktober 2019 | Manchester Opera House   |
| Vereinigtes Königreich | London         | 20. November 2019  | 25. März 2023    | Shaftesbury Theatre      |
| Vereinigte Staaten     | Broadway       | 17. November 2022  | noch offen       | Stephen Sondheim Theatre |
| Deutschland            | Hamburg        | 30. Oktober 2024   | 1. Februar 2026  | Operettenhaus            |

## Soundtrack
Am 18. November 2019 erschien der Soundtrack mit den Original-Besetzung der Londoner West-End-Produktion. Am 28. Oktober 2022 erschien das Album mit den Darstellern vom Broadway.